# Bangland
Bangland è un film d'animazione del 2015 scritto e diretto da Lorenzo Berghella, prodotto da Gianluca Arcopinto, Cristiano Di Felice e Alessandro Di Felice.
Il film è stato presentato alle Giornate degli Autori della 72ª Mostra internazionale d'arte cinematografica di Venezia.

## Trama
Bangland è una città situata nel mezzo di una distopica America in cui il neoeletto presidente Spielberg ha dichiarato guerra al Mahaba, stato africano ricco di miniere di diamanti. A Bangland si vive in un perenne stato d’emergenza in cui le armi proliferano e chiunque non sia bianco è un potenziale terrorista.
Alla vigilia delle elezioni presidenziali le vicende di alcuni personaggi s'incrociano tra estremismi quotidiani, telepredicatori pulp, serial killer, sommosse urbane e ordinaria violenza.

## Riconoscimenti
- 2015 - Giornate degli Autori della 72ª Mostra internazionale d'arte cinematografica di Venezia (Vincitore del Premio SIAE al Miglior Talento Emergente)[3]
- 2015 - Trieste Science+Fiction Festival[4]
- 2015 - Clorofilla Film Festival
- 2015 - Arcipelago Film Festival
- 2015 - Bella Basilicata Film Festival
- 2016 - Cinecittà Film Festival (Premio al Miglior Film)[5]
- 2016 - Cinema Italiano Festival
- 2016 - Sciacca Film Festival
- 2016 - Santa Marinella Film Festival
- 2017 - VOID - International Animation Film Festival